# Bahía Elefante
La Bahía Elefante (54°11′S 36°40′O / -54.183, -36.667) es una bahía de la parte más austral de la gran bahía Stromness, ubicada al este de puerto Husvik y al sur de la punta  Tönsberg, en la zona nordeste de la isla San Pedro, del archipiélago de las Georgias del Sur. 
En Bahía Elefante hay un fondeadero de alrededor de 36 m, a 4,6 km de la costa, utilizable cuando no soplan vientos.